# Irajá Rodrigues
Irajá Andara Rodrigues (Pelotas, 17 de março de 1936) é um político brasileiro. Exerceu o mandato de deputado federal constituinte em 1988, além de vereador de Marau e prefeito de Pelotas.
Formado em direito pela Universidade Federal do Rio Grande do Sul (UFRGS) e em línguas neolatinas pela Faculdade Católica de Filosofia de Pelotas, iniciou sua trajetória na política em 1962, aos 26 anos, quando elegeu-se vereador de Marau, cargo que exerceu por um mandato.
Em 1976, ganhou o pleito para prefeito de Pelotas, cumprindo mandato até 1982, quando foi eleito deputado federal pelo Rio Grande do Sul. Após reeleição em 1986, assumiu função na Assembleia Nacional Constituinte (ANC), onde foi um dos líderes do PMDB.
Depois de não concorrer a terceira reeleição em 1990, elegeu-se prefeito de Pelotas novamente em 1992, posto em que esteve até 1996, quando decidiu deixar a vida política para se concentrar em seus veículos de comunicação e no diretório do PMDB.

## Família, trajetória e entrada na política
Nascido em Pelotas, no Rio Grande do Sul, em 17 de março de 1936, Irajá Rodrigues é filho de Iracema Andara Rodrigues e Jáder Carneiro Rodrigues. Formou-se em línguas neolatinas pela Faculdade Católica de Filosofia de Pelotas e direito pela Universidade Federal do Rio Grande do Sul (UFRGS), e tornou-se especialista em administração pelo Management Center do Brasil e pelo IEAL, em Madri, na Espanha.
Adentrou ao mundo da política em 1962, aos 26 anos, quando foi eleito, na legenda do Partido Trabalhista Brasileiro (PTB), vereador de Marau, tomando posse em fevereiro do ano seguinte. Além do mandato na Câmara Municipal, era servidor público ao atuar como professor de português e latim e exator. No entanto, com o início do regime militar no Brasil em abril de 1964, foi retirado de suas funções públicas. Através da limitação do Ato Institucional nº 1, voltou a ser professor e exator em dezembro de 1964.
O Ato Institucional nº 2, que deu fim aos partidos políticos existentes e determinou o bipartidarismo, fez com que trocasse o PTB pelo Movimento Democrático Brasileiro (MDB), legenda contrária ao regime dos militares. Em fevereiro de 1966, deu uma pausa na vida política ao terminar o mandato de vereador, cargo que não tentou a reeleição.

## Prefeito de Pelotas e deputado federal
Após 10 anos fora do cenário político, elegeu-se prefeito de Pelotas em 1976 pelo MDB. Com o fim do Ato Institucional nº 2 em 1979, filiou-se ao Partido do Movimento Democrático Brasileiro (PMDB), do qual foi um dos fundadores e resultou do próprio MDB. Não tentou reeleição no executivo municipal para concorrer a uma vaga na Câmara dos Deputados, sendo eleito em novembro de 1982. Durante a legislatura, fez parte da Comissão de Finanças e foi presidente do Grupo de Ação Nacional Pró-Reforma Tributária.
Em 25 de abril de 1984, votou à favor da emenda Dante de Oliveira, que propunha eleições diretas para o cargo máximo do executivo nacional. A emenda não foi aprovada e, com isso, deu voto a Tancredo Neves, candidato à presidência pela Aliança Democrática, composta pelo Partido da Frente Liberal (PFL) e pelo PMDB, em oposição a Paulo Maluf, representante da situação no pleito, no Colégio Eleitoral de 1985. No mesmo ano, organizou o plano econômico do PMDB para Tancredo Neves na corrida presidencial.
Em 2012, decidiu tentar a prefeitura de Pelotas novamente, mas teve sua chapa impugnada. Em 2024, foi novamente candidato, terminando o pleito em quarto lugar com 3,93% (6 785) dos votos.

## Deputado constituinte
Reeleito deputado em 1986, tomou posse em fevereiro do ano seguinte na Assembleia Nacional Constituinte (ANC), onde foi suplente da Comissão da Organização do Estado e da Subcomissão dos Estado, além de titular da Subcomissão de Tributos, Participação e Distribuição de Receitas e da Comissão do Sistema Tributário. Nessa última, inclusive, em 1987, apresentou o projetou que substituiu o do relator Fernando Bezerra Coelho (PMDB-PE), sugerindo a instauração do Imposto de Renda progressivo em relação a salários e propriedades, do imposto seletivo sobre a utilização e do consumo de bens do setor de serviços. No ano seguinte, aconselhou a Assembleia Nacional Constituinte que a porcentagem (22%) de impostos dadas aos municípios era muito pequena, aumentando a dependência aos governos estaduais, que detinham 42% dos tributos.
Um dos líderes do PMDB na Constituinte, tomou posição favorável ao aborto, a limitação do direito de propriedade privada, a jornada de trabalho semanal de 40 horas e o turno de 6 horas sem interrupções, o aviso prévio em proporção, a estatização do setor financeiro, a unicidade dos sindicatos, o teto de 12% para os juros reais, aa desautorização do comércio sanguíneo, a criação de um fundo visando a reforma agrária e a anistia aos empresários de pequeno porte. Em contrapartida, foi contrário a pena de morte, a estabilidade dos trabalhadores em seus empregos, a remuneração 50% adicional nas horas extras de trabalho, ao presidencialismo e a extensão do mandato do presidente José Sarney para cinco anos.
Voltou à Câmara dos Deputados em outubro de 1988, quando a nova Constituição foi promulgada. No ano seguinte, apresentou uma proposta Subcomissão da Dívida Interna e Externa, da qual era presidente, visando suspender o pagamento da dívida até que Supremo Tribunal Federal (STF) optasse pela legalidade dos acordos firmados pelo governo com os credores. Não concorreu a reeleição, deixando o cargo em janeiro de 1991. Em outubro do próximo ano, retornou à prefeitura de Pelotas, onde ganhou o pleito e ficou até o fim de 1996, momento em que optou por deixar a política para se concentrar à rádio e ao jornal Diário da Manhã, veículos de comunicação dos quais era dono. Em meio à isso, seguiu como um dos membros do diretório geral do PMDB, atuando como um dos líderes do Movimento de Emancipação da Metade Sul do Rio Grande do Sul, que buscava a criação de um novo estado, chamado Piratini.

## Desempenho Eleitoral
| Histórico eleitoral de Irajá Rodrigues | Histórico eleitoral de Irajá Rodrigues | Histórico eleitoral de Irajá Rodrigues | Histórico eleitoral de Irajá Rodrigues | Histórico eleitoral de Irajá Rodrigues | Histórico eleitoral de Irajá Rodrigues | Histórico eleitoral de Irajá Rodrigues | Histórico eleitoral de Irajá Rodrigues | Histórico eleitoral de Irajá Rodrigues |
| Ano                                    | Eleição                                | Cargo                                  | Partido                                | Coligação                              | Votos                                  | %                                      | Resultado                              |                                        |
| -------------------------------------- | -------------------------------------- | -------------------------------------- | -------------------------------------- | -------------------------------------- | -------------------------------------- | -------------------------------------- | -------------------------------------- | -------------------------------------- |
| 1976                                   | Municipal de Pelotas                   | Prefeito                               | MDB                                    | —                                      | 30.368                                 | 32,9                                   | Eleito (Turno único)                   |                                        |
| 1982                                   | Estadual do Rio Grande do Sul          | Deputado federal                       | PMDB                                   | —                                      | 41.096                                 | 1,3                                    | Eleito (29.º mais votado)              |                                        |
| 1986                                   | Estadual do Rio Grande do Sul          | Deputado federal                       | PMDB                                   | —                                      | 39.360                                 | 1,1                                    | Eleito (22.º mais votado)              |                                        |
| 1992                                   | Municipal de Pelotas                   | Prefeito                               | PMDB                                   | —                                      | 55.395                                 | 37,0                                   | Eleito (Turno único)                   |                                        |
| 1998                                   | Estadual do Rio Grande do Sul          | Deputado Federal                       | PMDB                                   | —                                      | 11.719                                 | 0,3                                    | Suplente (99.º mais votado)            |                                        |
| 2002                                   | Estadual do Rio Grande do Sul          | Deputado Federal                       | PMDB                                   | PMDB/PHS                               | 16.488                                 | 0,3                                    | Suplente (72.º mais votado)            |                                        |
| 2014                                   | Estadual do Rio Grande do Sul          | Deputado Federal                       | PMDB                                   | —                                      | 12.510                                 | 0,3                                    | Suplente (74.º mais votado)            |                                        |
| 2024                                   | Municipal de Pelotas                   | Prefeito                               | PMDB                                   | —                                      | 6.785                                  | 3,93                                   | Não eleito (quarto lugar)              |                                        |